# Ischnura abyssinica
Ischnura abyssinica é uma espécie de libelinha da família Coenagrionidae.
É endémica de Etiópia.
Os seus habitats naturais são: campos rupestres subtropicais ou tropicais, rios, pântanos, lagos de água doce.
Está ameaçada por perda de habitat.